# 冠山 (岐阜・福井県境)
冠山（かんむりやま）は、両白山地南部の越美山地の岐阜県と福井県にまたがる標高1,256 mの山である。揖斐川及び九頭竜川支流の足羽川の源流となる山で、冠山峠がその分水嶺となっている。

## 概要
鋭く尖った冠型の特徴のある山容を冠山林道（林道冠山線）からも望むことができる。日本各地には同様な烏帽子形の特異な山容の冠山があり、その山容が山名の由来となっている。岐阜と福井の県境の冠山峠には両自治体の石碑（美濃国揖斐川町、美濃国徳山村、美濃国藤橋村、越前国池田町）があり、冠山及び金草岳の登山口になっている。冠山の山頂直下には国道417号冠山峠道路の長大トンネルである冠山トンネル（延長4,834 m）、シタ谷沿いの山麓に塚宮ケ原トンネル（延長1,238 m）が建設されている。
岐阜県側の山腹はかつてはブナ林であったが、第二次世界大戦後にほとんどが伐採された。「日本三百名山」、「ぎふ百山」、「21世紀に残したい日本の自然100選」のひとつに選定されている。

## 登山道
南側のシタ谷から南面の岩壁を登攀する難コースなどの3ルートは廃道となった。林道冠山線開設後に冠山峠から登山道が整備されて、約1時間ほどで登頂できるようになった。冠山峠から尾根づたいにいくつかの少ピークを越えてブナの原生林の中を進むルートである。山頂直下の北側は冠平（かんむりだいら）と呼ばれる平坦地で遭難碑がある。1955年（昭和30年）11月6日に沢沿いのルートで福井銀行員24名が遭難し、うち2名が死亡した事故の慰霊碑である。周辺はクマザサに覆われ、ニッコウキスゲ、コバイケイソウなどの花が見られる平坦地で、正面には冠山頂上がそびえる。山頂部の北側の岩肌の急斜面にはロープが設置されていて、山頂には三等三角点（点名「冠山」）が設置されている。奥美濃唯一の岩峰である山頂は人が10人ほど座れる程度であるが、遮るものがなく360°の展望が得られる。下りの所要時間はおよそ45分。山頂周辺ではイワカガミ、ササユリ、タテヤマリンドウ、ホンシャクナゲなどの花も見られる。

## 地理

### 周辺の主な山

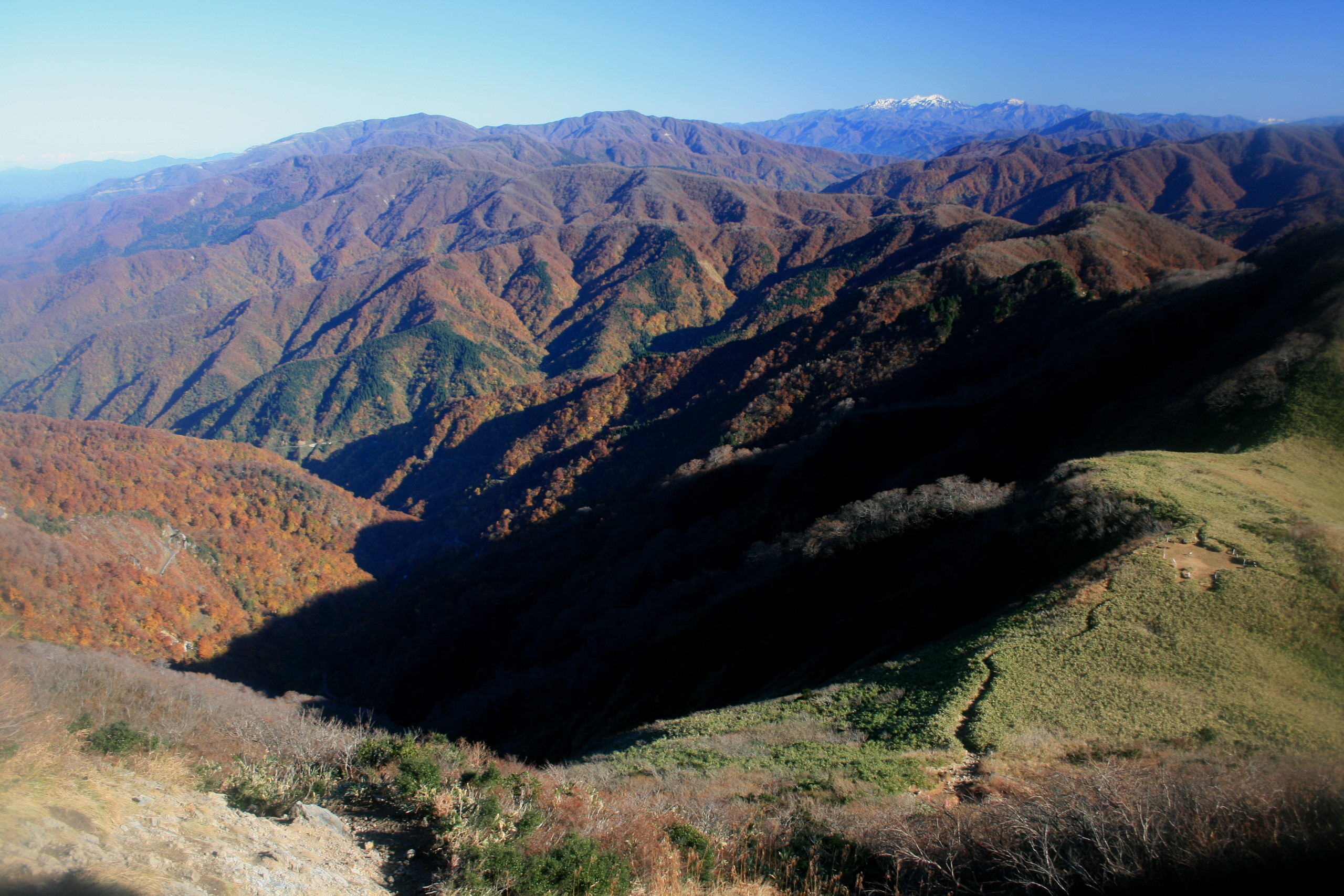
冠山から望むクマザサに覆われた冠平（右下）、遠景は白山

両白山地南部の越美山地の山である。西側にある金草岳との鞍部に冠山峠がある。
| 山容                                            | 山名       | 標高 (m) | 三角点等級 基準点名 | 冠山からの 方角と距離(km) | 備考             |
| ----------------------------------------------- | ---------- | -------- | ------------------- | ------------------------- | ---------------- |
| 冠山峠から望む白山（2014年11月8日）             | 白山       | 2,702.14 | 一等 「白山」       | 北東 52.9                 | 日本百名山       |
| 杓子岳から望む荒島岳（2005年4月9日）            | 荒島岳     | 1,523.37 | 一等 「荒島山」     | 北東 24.4                 | 日本百名山       |
| 前山から望む能郷白山（2010年4月4日）            | 能郷白山   | 1,617.37 | 一等 「能郷白山」   | 東 9.7                    | 日本二百名山     |
| 花房山から望む冠山（2012年11月25日）            | 冠山       | 1,256.57 | 三等 「冠山」       | 0                         | 日本三百名山     |
| 冠山から望む金草岳（2008年11月13日）            | 金草岳     | 1,227.09 | 二等 「塚奥山」     | 西 4.5                    |                  |
| 夜叉ヶ池山から望む三周ヶ岳（2008年11月6日）     | 三周ヶ岳   | 1,292.01 | 一等 「三周岳」     | 南西 14.5                 |                  |
| 北東の雷倉から望む花房山（2009年4月29日）       | 花房山     | 1,189.49 | 三等 「水飲」       | 南南東 20.3               | 小津三山の最高峰 |
| 南側の前衛峰から望む小津権現山（2010年3月22日） | 小津権現山 | 1,157.70 | 二等 「小津」       | 南南東 21.7               | 小津三山         |

### 源流の河川

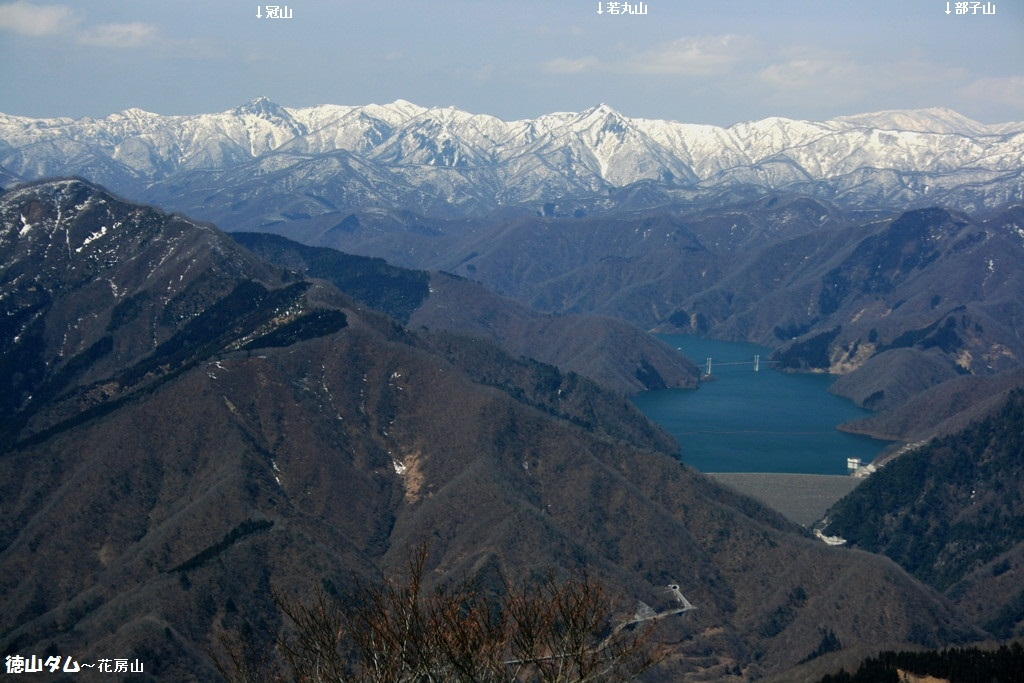
花房山から望む徳山湖と周辺の山

以下が主な源流の河川で、揖斐川は太平洋へ、他は日本海へ流れる。
- 揖斐川 - 山頂の南東15.1 kmには徳山ダムがある。
- 真名川（九頭竜川の支流）
- 足羽川（九頭竜川水系日野川の支流）

### 周辺の峠
- 冠山峠 - 林道冠山線、山頂から西北西1.8 kmに位置する。標高1,041.9 m[13]。
- 檜尾峠（桧尾峠）[7] - 山頂から西北西3.4 kmに位置する（冠山峠と金草岳の中間付近）。
- 温見峠 - 国道157号、山頂から東9.9 kmに位置する。標高1,017.2 m[13]。

### 交通・アクセス
- ハピラインふくい今庄駅が、山頂の西19.0 kmにある[14]。
- 養老鉄道養老線揖斐駅が、山頂の南南東37.4 kmにある。
- 北陸自動車道今庄インターチェンジが、山頂の西20 kmにある。
- 西山腹を林道冠山線が通る。周辺は特別豪雪地帯であり[3]、林道冠山線は積雪期に閉鎖される。冠山峠道路開通前は国道417号の分断区間を結んでいた[6]。
- 山頂直下を国道417号冠山峠道路の冠山トンネル（延長4,834 m）が通る[6]。通年通行可能。

## 冠山周辺の風景

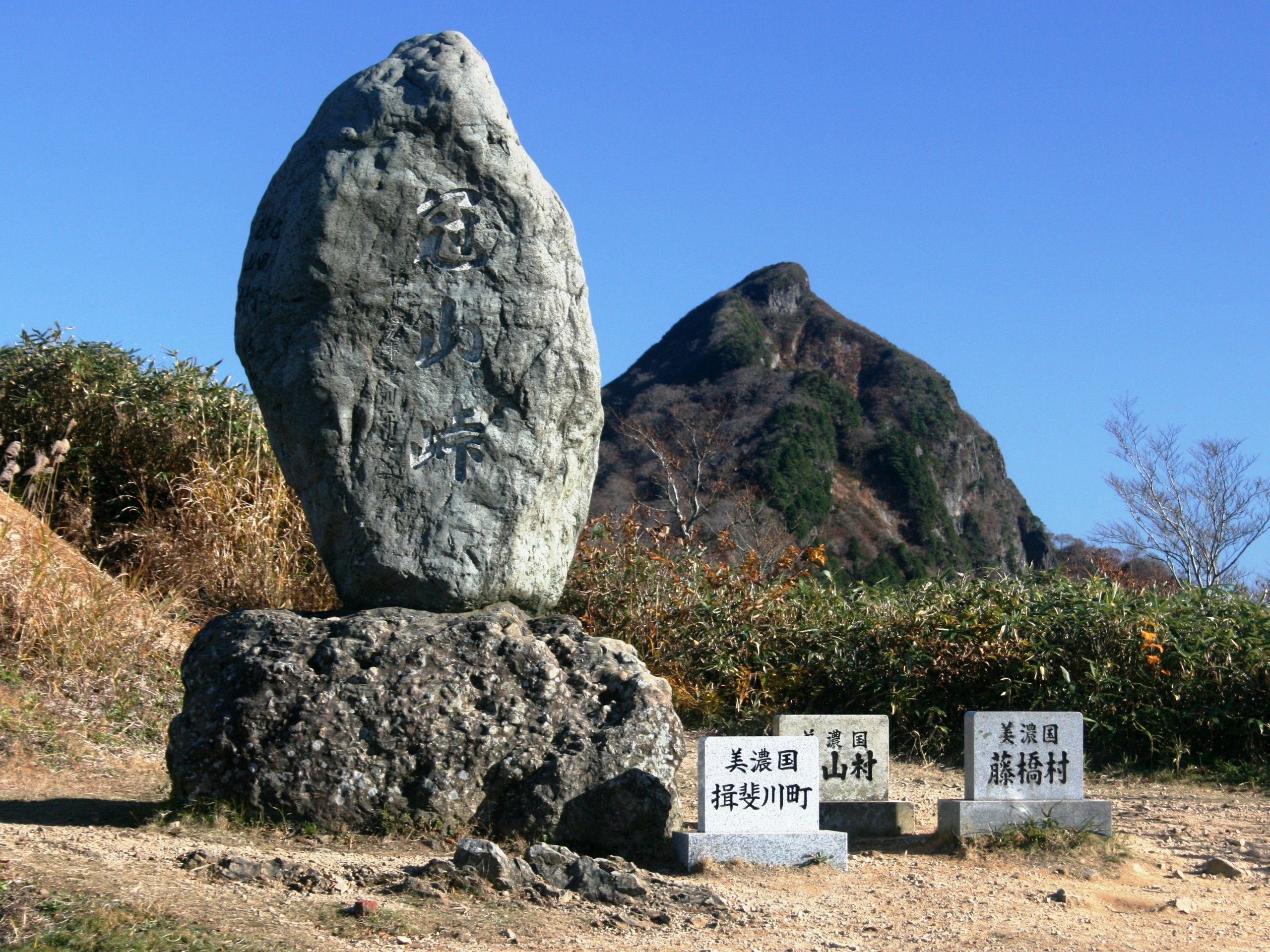
冠山峠から望む冠山
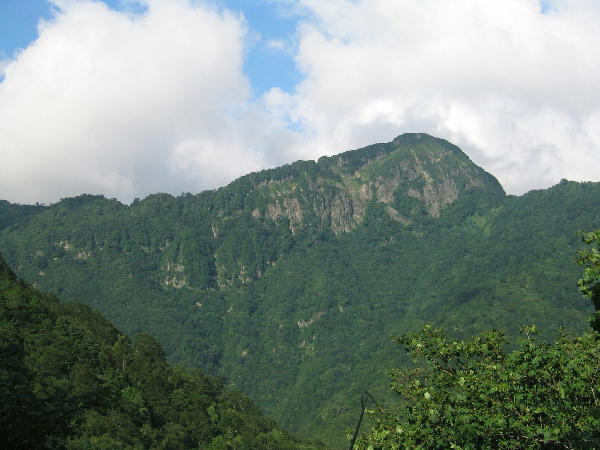
冠山林道から望む冠山
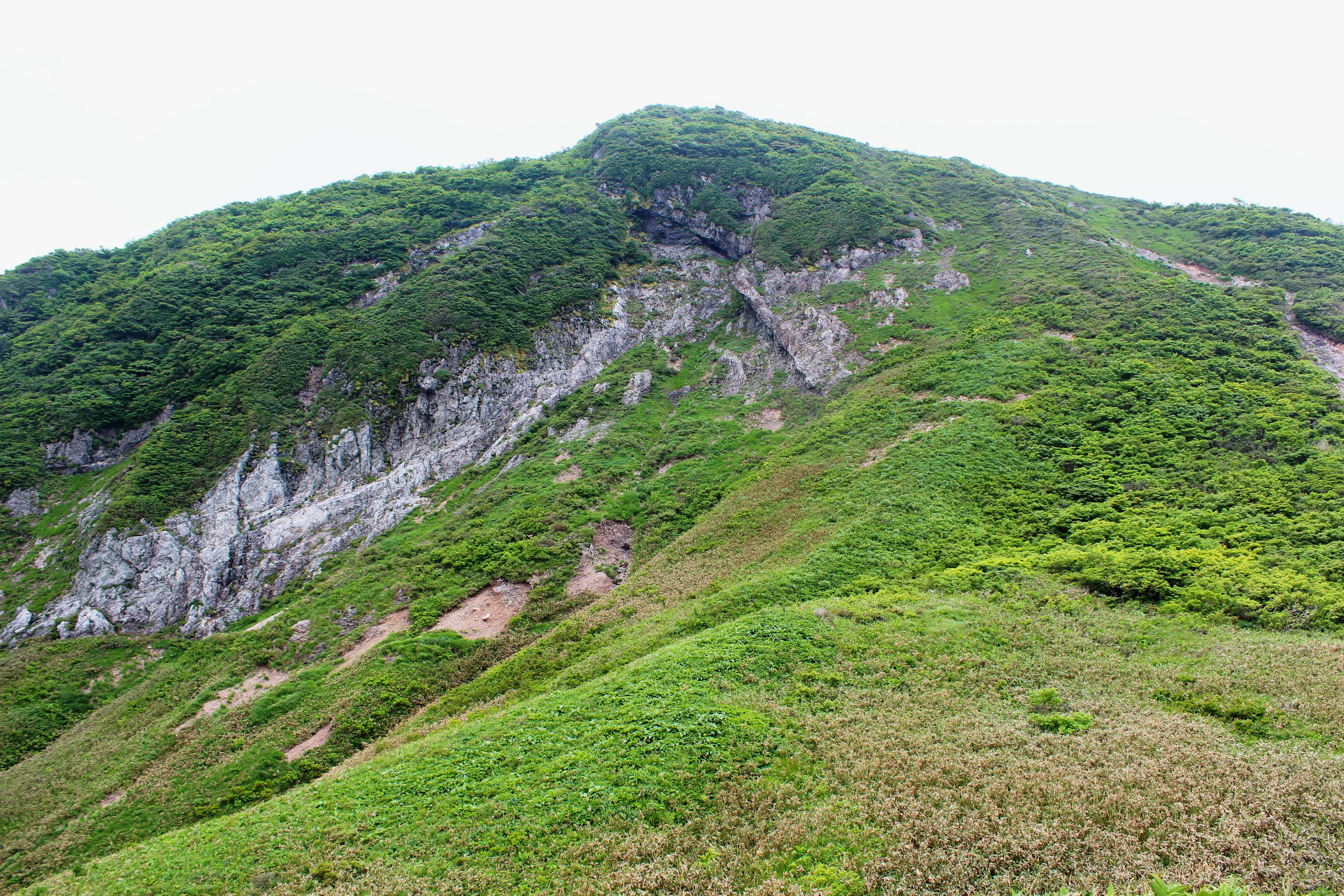
冠平から望む冠山
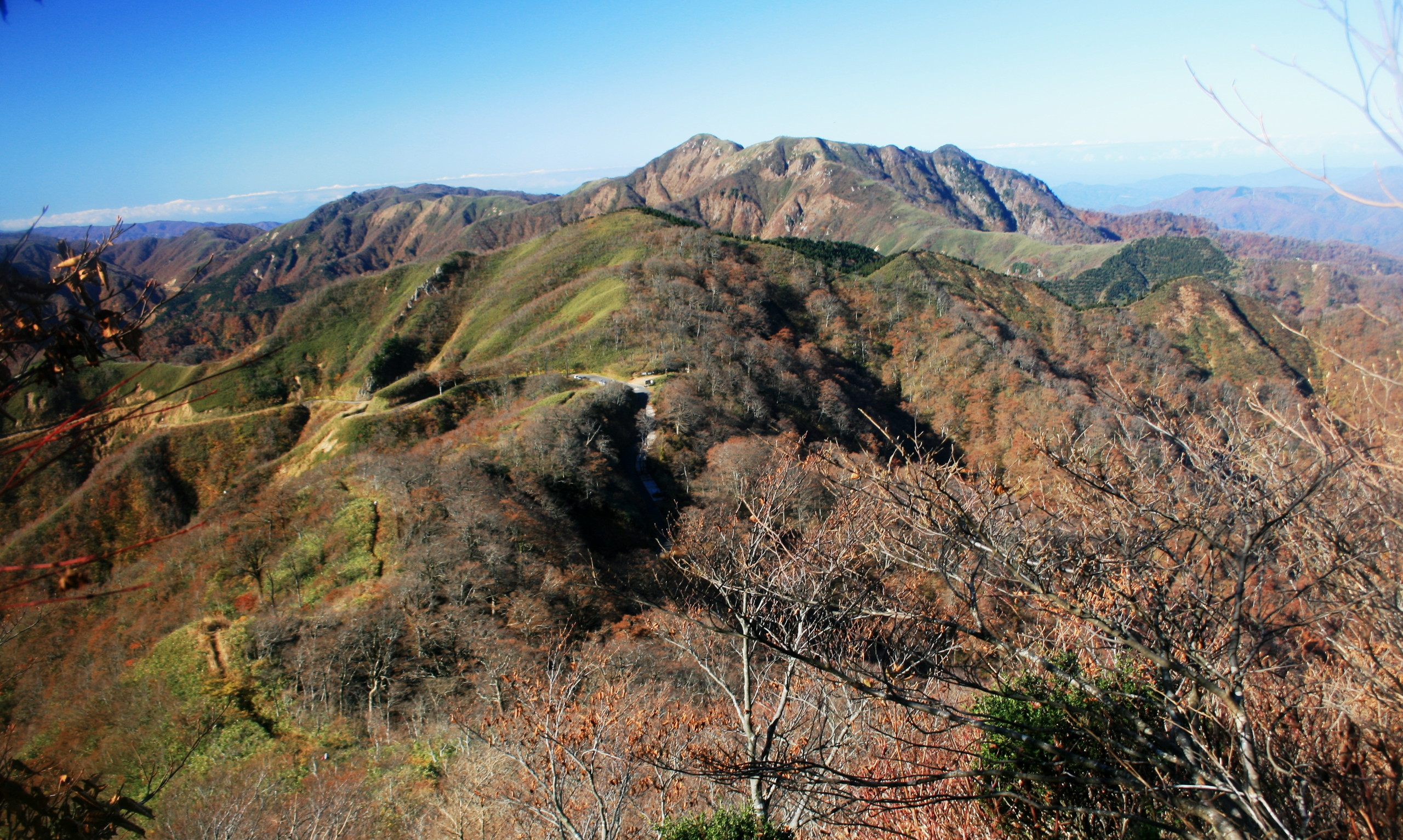
冠山方面から望む金草岳と冠山峠
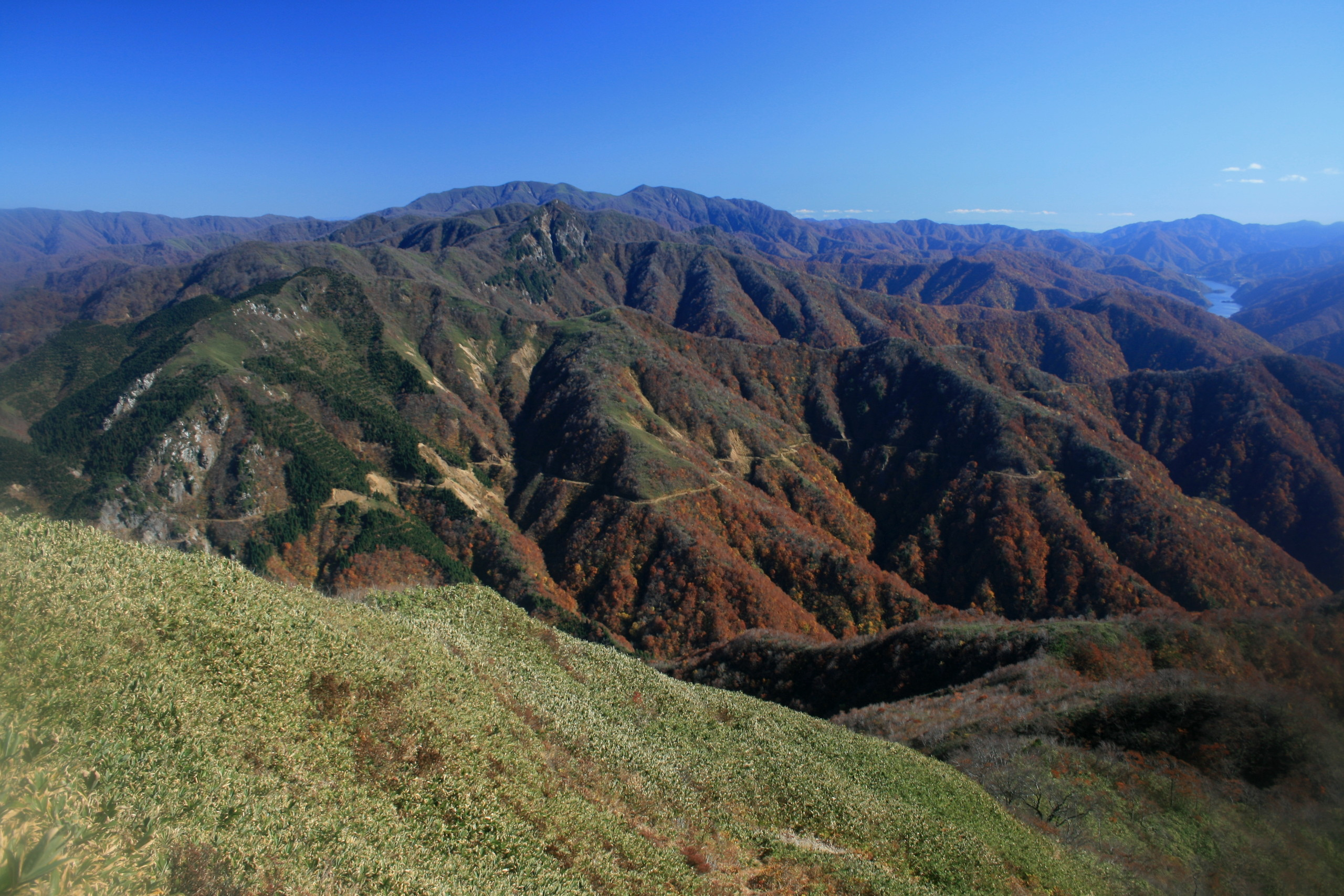
金草岳方面から望む冠山